# Grzegorz Gromek
Grzegorz Gromek (ur. 21 kwietnia 1981 w Olsztynie) – polski aktor. Absolwent Studium Aktorskiego im. Aleksandra Sewruka w Olsztynie. Aktor Teatru im. Stefana Jaracza w Olsztynie.

## Wybrane role teatralne
- Mrożek pieszo jako Syn (reż. Janusz Kijowski)
- Podróż do wnętrza pokoju jako Skóra (reż. Giovanni Castellanos)
- Woyzek jako Woyzeck (reż. Karolina Maciejaszek)
- Mistrz i Małgorzata jako Iwan/Mateusz Lewita (reż. Janusz Kijowski)
- Żydówek nie obsługujemy jako Filip Piszczajko (reż. Piotr Jędrzejas)
- Produkt jako James (reż. Michał Kotański)
- Elling jako Elling (reż. Norbert Rakowski)
- Twarzą do ściany (reż. Iwo Vedral)
- Noże w kurach (reż. Weronika Szczawińska)
- Boski spór jako Szatan (reż. Janusz Kijowski / Jerzy Bończak)
- Kamasutra. Studium przyjemności jako Casanova (reż. Weronika Szczawińska)
- Kariera Nikodema Dyzmy jako Nikodem Dyzma (reż. Michał Kotański)

## Nagrody
- 2009 – „Studencka kreacja roku” za rolę Jamesa w spektaklu „Produkt”
- 2009 – „Dla najlepszego, młodego aktora” w sezonie 2008/2009
- 2010 – „Teatralna kreacja roku” za tytułową rolę w spektaklu „Elling”
- 2011 – „Dwa Teatry” Sopot, nagroda za najlepszą rolę drugoplanową w słuchowisku „Bóg zapłacz”
- 2014 – "Teatralna kreacja roku" za rolę Nikodema Dyzmy w spektaklu "Kariera Nikodema Dyzmy"